# Місячна долина (притулок)
Притулок для птахів і дрібних тварин «Місячна долина» — приватний притулок для птахів і дрібних тварин у селі Хомутець Житомирської області.

## Історія
Притулок створений сім'єю з Києва, які переїхали в Житомирську область та займаються лікуванням та реабілітацією птахів та дрібних тварин.
Назва «Місячна долина» походить з роману Джека Лондона «Місячна долина», в якому подружжя також шукало свій ідеальний куточок на землі.
Місцеві мешканці часто приносять травмованих птахів до притулку. Інколи власники притулку самостійно виїжджають власним транспортом за птахами. Інколи люди, які доставляють птахів турбуються про них, зокрема долучаються до господарчих робіт, таких як будівництва вольєрів для мешканців притулку.
До притулку потрапляють травмовані людьми, транспортом або ослаблені птахи, які мають черепно-мозкові травми, а також птахи, що мають переломи кінцівок.
До лікування мешканців притулку його власники залучають ветеринарів з Київського зоопарку, які інколи приїжджають до нього, або їм птахів завозять до Києва. Притулок має викопаний зариблений ставочок, риба з якого призначена бути їжею лелек та лебедів.
Утримання притулку відбувається коштами його власників, волонтерів та учасників відповідної групи у соціальній мережі Facebook, які допомагають коштами, кормом, обладнанням, перевезенням та лікуванням його мешканців.
Птахи з притулку можуть передаватися іншим людям, якщо вони можуть їх утримувати, зокрема мати відповідний вольєр та знати потреби відповідного виду.
Власники притулку долучаються також до порятунку інших птахів, а також до просвітницьких акцій щодо поводження з дикими птахами та тваринами, які потрапили у пастку, випали з гнізда, травмувались тощо. Так на початку 2019 року вони допомагали у порятунку 1600 щигликів, які контрабандою намагались вивезти до Лівана без відповідних документів в непристосованих транспортних контейнерах. Тоді зокрема завдяки їх зусиллям вдалось врятувати більшість птахів.

## Тварини
У притулку проходили реабілітацію та проживали лелеки, лебеді, сови, ворони, граки, круки, сойки, сороки, куріпки, голуби, луні, чаплі, перепілки, беркути, яструби, крижні, зайці, кажани, куниця, лисиця, білка, тхори, їжаки, черепахи.

### Птахи
Деякий час в притулку жив чорний лелека, врятований в селі Корчак (назвали «Жоржинка», який переїхав до Київського зоопарку через загрозу його виживанню в дикій природі, оскільки в нього пошкоджене крило. Натомість в зоопарку є програма відновлення виду і проживають інші птахи цього виду.
В притулку проживає лебідка Глаша, яка попала з річки Першотравенську (Житомирська обл.). Вона примерзла лапками до криги і після того як її врятував місцевий житель за сповіщенням Держекоінспекції її передали до притулку. Оскільки лебідка кульгає та не може розігнатися для польоту, вона залишилась проживати в притулку.
В 2019 році до притулку потрапили ворони альбіноси, яких забрали з дикої природи. Вважається, що рідкість таких птахів пов'язана із тим, що в дикій природі їх закльовують інші птахи їхнього виду.
Птахів, які вилікувані та відновили свої спроможності літати та полювати відпускають на волю, зокрема луня польового випустили в ареал його проживання поблизу україно-білоруського кордону.
Оскільки притулок спеціалізується на птахах, то йому передають їх з інших притулків та звозять із сусідніх районів і областей. Зокрема з притулку для Диких тварин в Чубинському (Київська обл.) до притулку передали лелек та лебедів.

### Інші тварини
В притулку мешкає лисиця, окрім того ветеринари притулку виходжували бобра, який потрапив в пастку браконьєра в Києві.